# 神田外语大学
神田外语大学（日语：神田外語大学），是日本的一所私立大学。总部位于日本千叶县千叶市美浜区若葉1-4-1。设立于1987年。大学简称KUIS。该校为单科外国语大学。

## 学校组织
- 外国语学部
  - 英美语学科
  - 亚洲语言学科
  - 伊比利亚-美洲语言学科
  - 国际交流学科
- 大学院 言语科学研究科
- 留学生别科
- 附属图书馆
- 出版局 （页面存档备份，存于）[2]

## 相关链接
- 官方网站 （页面存档备份，存于）